# Canton de Saint-Denis-9
Le canton de Saint-Denis-9 est un ancien canton de l'île de La Réunion, département d'outre-mer français de l'océan Indien. Il se limitait à une fraction de la commune de Saint-Denis.

## Histoire
| Période | Période | Identité            | Étiquette   | Qualité                                                              |
| ------- | ------- | ------------------- | ----------- | -------------------------------------------------------------------- |
| 1988    | 1994    | Nicolas Moutoussamy | DVD         | Transporteur Conseiller municipal de Saint-Denis Conseiller régional |
| 1994    | 2004    | André Bourgin       | PS puis MDC | Météorologiste Conseiller municipal de Saint-Denis                   |
| 2004    | 2015    | Gérald Maillot      | PS          | Adjoint au maire de Saint-Denis Président de la CINOR (depuis 2014)  |